# Viện Thư viện Trung ương về Danh mục Thư viện Ý và Thông tin thư mục
Viện Thư viện Trung ương về Danh mục Thư viện Ý và Thông tin thư mục, (tiếng Anh: Central Institute for the Union Catalogue of Italian Libraries and for Bibliographic Information, tiếng Ý: Istituto centrale per il catalogo unico delle biblioteche italiane e per le informazioni bibliografiche) là một cơ quan chính phủ Ý được thành lập năm 1975 để thay thế cho Trung tâm Danh mục Liên minh Quốc gia (National Union Catalog Center, Centro nazionale per il catalogo unico), vốn lần lượt được tạo ra năm 1951 để xây dựng một danh mục duy nhất cho tất cả các thư viện trong cả nước.
Ngày nay Viện quản lý một mạng Công nghệ thông tin và truyền thông gọi là Dịch vụ Thư viện Quốc gia (National Library Service hay Servizio bibliotecario nazionale, viết tắt là SBN); nó có thể trả lời hay cố vấn khoa học kỹ thuật cho, Bộ sách, tổ chức văn hóa và bản quyền (Department of books, cultural institutions and copyright hay Direzione Generale per i Beni librari, gli Istituti culturali ed il Diritto d'autore) trong Bộ Di sản Văn hóa và Hoạt động.